# Saint-Jean-Lagineste
Saint-Jean-Lagineste là một xã thuộc tỉnh Lot tây nam Pháp. Xã có diện tích 12,66 km², dân số theo điều tra năm 1999 là 249 người. Khu vực này có độ cao trung bình 480 mét trên mực nước biển.